# Barry Werth
Barry Werth (* 22. August 1952 in Oceanside, New York) ist ein US-amerikanischer Autor und Journalist.

## Leben
Werth ist als Journalist in den Vereinigten Staaten tätig. Journalistische Beiträge von Werth erschienen unter anderem in Magazinen und Zeitungen wie The New York Times, The New Yorker, GQ – Gentlemen’s Quarterly, Smithsonian Magazine und im MIT Technology Review.
Als Autor veröffentlichte er mehrere Werke. 1995 publizierte Werth das Buch Billion-Dollar Molecule: One Company's Quest for the Perfect Drug über die Anfänge des US-amerikanischen Biotechnologieunternehmens Vertex Pharmaceuticals. 2002 veröffentlichte Werth das Buch The Scarlet Professor: Newton Arvin: A Literary Life Shattered by Scandal über den Hochschullehrer Newton Arvin. Das Buch wurde später in dem Dokumentarfilm Great Pink Scare verfilmt und erschien 2017 als Oper von Eric Sawyer und Harley Erdman.

## Werke (Auswahl)
- 1995: Billion-Dollar Molecule: One Company's Quest for the Perfect Drug
- 1998: Damages: One Family's Legal Struggles in the World of Medicine
- 2002: The Scarlet Professor: Newton Arvin: A Literary Life Shattered by Scandal
- 2004: The Architecture and Design of Man and Woman: The Marvel of the Human Body, Revealed, (gemeinsam mit Alexander Tsiaras)
- 2006: 31 Days: The Crisis That Gave Us the Government We Have Today
- 2009: Banquet at Delmonico's: Great Minds, the Gilded Age, and the Triumph of Evolution in America
- 2014: Barry Werth: The Antidote: Inside the World of New Pharma. Simon & Schuster, New York 2014, ISBN 978-1-4516-5566-7 (google.com).
- 2024: Prisoner of Lies: Jack Downey’s Cold War: Prisoner of Lies: Jack Downey’s Cold War.

## Auszeichnungen und Preise (Auswahl)
- Stonewall Book Award für The Scarlet Professor: Nevton Arvin: A Literary Life Shattered by Scandal
- Lambda Literary Award für The Scarlet Professor: Nevton Arvin: A Literary Life Shattered by Scandal